# Teorija potenciala
Teoríja potenciála (tudi potenciálna teoríja) je v matematiki in matematični fiziki preučevanje harmoničnih funkcij. Posveča se preučevanju značilnosti parcialnih diferencialnih enačb v območjih z dokaj gladko mejo z uvedbo posebnih vrst integralov, ki so odvisni od določenih parametrov, imenovanih potenciali. Teorija potenciala se imenuje tudi teorija brezvrtinčnih (potencialnih, konservativnih) vektorskih polj in se ukvarja z matematičnimi in fizikalnimi osnovami konservativnih (brezvrtinčnih) polj sil. Osrednji elementi teorije so potencial in njegove krajevne izpeljanke, pri katerih je treba razlikovati med notranjostjo telesa (z njegovim električnim nabojem ali porazdelitvijo mase) in zunanjim prostorom brez vira (Laplaceova enačba).
Izraz »teorija potenciala« je bil skovan v fiziki 19. stoletja, ko je bilo ugotovljeno, da je mogoče dve temeljni sili narave, znani v tistem času, in sicer gravitacijo in elektrostatično silo, modelirati z uporabo funkcij, imenovanih gravitacijski potencial in elektrostatični potencial, za kateri velja Poissonova enačba ali v vakuumu Laplaceova enačba. Sedaj se ve, da je narava bolj zapletena – enačbe, ki opisujejo sile, so sistemi nelinearnih parcialnih diferencialnih enačb, kot so Einsteinove enačbe polja in Jang-Millsove enačbe, ter da Laplaceova enačba velja le kot mejni primer. Kljub temu je izraz »teorija potenciala« ostal kot priročen izraz za opisovanje preučevanja funkcij, ki zadoščajo Laplaceovi enačbi.
Obstaja precejšnje prekrivanje med teorijo potenciala in teorijo Poissonove enačbe do te mere, da je nemogoče razlikovati med tema dvema področjema. Razlika je bolj v poudarku kot predmetu in temelji na naslednjem razlikovanju: teorija potenciala se osredotoča na značilnosti funkcij v nasprotju z značilnostmi enačbe. Za rezultat o singularnostih harmoničnih funkcij bi se na primer reklo, da pripada teoriji potenciala, medtem ko bi se za rezultat o tem, kako je rešitev odvisna od mejnih podatkov, reklo, da pripada teoriji Poissonove enačbe. To ni težko in se lahko hitro razlikuje, v praksi se obe področji precej prekrivata, pri čemer se metode in rezultati enega uporabljajo na drugem.
Moderna teorija potenciala je tesno povezana tudi z verjetnostnim računom in teorijo markovskih verig. V zveznem primeru je to tesno povezano z analitično teorijo. V primeru končnega prostora stanj je to povezavo mogoče uvesti z uvedbo električnega kroga na prostoru stanj, z električnim uporom med točkami, ki je obratno sorazmeren z verjetnostmi prehoda, in gostoto sorazmerno s potenciali. Tudi v končnem primeru ima analogni I-K Laplaceovega operatorja v teoriji potenciala svoje načelo maksimuma, načelo edinstvenosti, načelo ravnovesja in druge.
Abstraktna teorija potenciala je posplošitev teorije potenciala na abstraktne topološke prostore. Kot glavna abstraktna teorija se uporablja koncept harmoničnega prostora – poljubnega topološkega prostora, opremljenega s snopom zveznih realnih funkcij, ki imajo (aksiomatsko fiksne) značilnosti, značilne za harmonične funkcije.
Med pomembne uporabe teorije potenciala spadajo nekatera skalarna polja, ki so učinkovita v naravi, zlasti gravitacijsko polje ter električna in magnetna polja. V dinamiki tekočin (aerodinamiki in hidrodinamiki) se lahko tokovna polja opišejo kot potencialna polja, tako kot mnogi procesi v atomski fiziki in modeliranja natančne oblike Zemlje.

## Zgodovina
Teorija potenciala je sprva nastala kot del nebesne mehanike. Ta je preučevala značilnosti privlačnih sil, ki delujejo po splošnem gravitacijskem zakonu. V izjavi tega zakona, ki jo je podal Isaac Newton leta 1687, so edine upoštevane sile sile medsebojnega privlačenja, ki delujejo na dva delca z maso majhne velikosti ali dve točkasti telesi. Te sile so neposredno  premo sorazmerne s produktom mas teh delcev in obratno sorazmerne s kvadratom razdalje med njima. Tako je bil prvi in najpomembnejši problem z vidika nebesne mehanike in geodezije preučevanje privlačnih sil snovne točke s končnim gladkim snovnim telesom – sferoidom in še posebej elipsoidom (ker ima veliko nebesnih teles takšno obliko). Carl Friedrich Gauss je že imel v mislih uporabe za določanje oblike geoida.
- Isaac Newton
- 1643–1727

- Gottfried Wilhelm Leibniz
- 1646–1716

- Jakob Hermann
- 1678–1733

- Daniel Bernoulli
- 1700–1782

- Leonhard Euler
- 1707–1783

- Joseph-Louis de Lagrange
- 1736–1813

- Pierre-Simon Laplace
- 1749–1827

- Adrien-Marie Legendre
- 1752–1833

- Carl Friedrich Gauss
- 1777–1855

- Siméon-Denis Poisson
- 1781–1840

Začetki teorije potenciala ležijo v članku Gottfrieda Wilhelma Leibniza iz leta 1686. V njem je Leibniz določil »gibalno silo« ali vis motrix telesa, ki je sorazmerna s kvadratom njegove hitrosti. Ker je prevzel teorijo nihala Christiaana Huygensa, je bilo očitno, da se gibalna sila ohranja, kar je tudi jasno navedel.
Jakob Hermann je imenoval silo, ki povzroča gibanje teles, vis motrix in jo je razdelil v dva razreda – viva (živa sila) in mortua (mrtva sila). Živa sila je bila povezana z dejanskim gibanjem, mrtva sila pa ni povzročala nobenega dejanskega gibanja, razen če se je nadaljevalo ali ponavljalo, na primer v gravitaciji centrifugalnih sil. Živo silo je imenoval preprosto vis, mrtvo silo pa sollicitatio – »sunek«, »impulz«. To sta bili aktivni sili ali vires activae. Vis passiva ni povzročala gibanj ali težje po njem, temveč mu je nasprotovala in se je imenovala vis inertiae (»vztrajnostna«, oziroma »inercijska sila«).
Najzgodnejša uporaba potencialov, vključno z imenom, izhaja iz dela Hidrodinamika (Hydrodinamica) Daniela Bernoullija iz leta 1738. Bernoulli je uvedel koncept z ugotovitvijo, da je mogoče v enačbah gibanja tekočine dobiti sile z odvajanjem skalarne funkcije. K nastanku in začetnemu razvoju teorije so največ prispevali Newton, Leibniz, Hermann, Daniel Bernoulli, Leonhard Euler, Joseph-Louis de Lagrange, Pierre-Simon Laplace in Adrien-Marie Legendre. Lagrange je zlasti pokazal, da je polje gravitacijskih sil, kot se imenuje sedaj, potencialno, in uvedel funkcijo, ki jo je kasneje George Green leta 1828 imenoval potencialna funkcija, Gauss pa leta 1840 le potencial.
Metoda potencialov se je z Gaussom začela uporabljati tudi za probleme elektrostatike in magnetizma, za potenciale so začeli upoštevati »mase« (električni naboji, magnetizacija) s poljubnim predznakom. Kot del razvoja teorije v 19. stoletju so se pojavili osnovni problemi oziroma naloge mejnih vrednosti: Dirichletov problem, Neumannov problem, Robinov problem, problem pometanja mas (metoda pometanja (balayage)). Za reševanje zgoraj omenjenih problemov v primeru domen z dovolj gladkimi mejami so se izkazale za učinkovite nekatere vrste potencialov, to so posebni razredi od parametrov odvisnih integralov, kot so volumetrični potenciali porazdeljene mase, enostavnoplastni in dvoplastni potenciali, logaritemski potenciali, Greenovi potenciali itd. Aleksander Mihajlovič Ljapunov in Vladimir Andrejevič Steklov sta pomembno prispevala k preučevanju osnovnih problemov mejnih vrednosti ob koncu 19. stoletja.
Rezultati teorije so bili v začetku 20. stoletja močno posplošeni z uporabo aparata teorije mere in posplošenih funkcij. Kasneje so bile analitične, harmonične in podharmonične funkcije in orodja, ki uporabljajo teorijo verjetnosti, vključena v teorijo potenciala.
V 1950-ih je bila na podlagi metod topologije in funkcionalne analize razvita aksiomatska abstraktna teorija potenciala.

## Simetrija
Uporabno izhodišče in organizacijsko načelo pri študiju harmoničnih funkcij je upoštevanje simetrij Laplaceove enačbe. Čeprav ne gre za simetrijo v običajnem pomenu izraza, se lahko začne z ugotovitvijo, da je Laplaceova enačba linearna. To pomeni, da je temeljni predmet proučevanja v teoriji potenciala linearni prostor funkcij. Ta ugotovitev se bo izkazala za posebej pomembno, ko se bo v poznejšem razdelku obravnavalo pristope funkcijskega prostora k predmetu.
Kar zadeva simetrijo v običajnem pomenu izraza, se lahko začne z izrekom, da so simetrije {\displaystyle n\!\,}-razsežne Laplaceove enačbe natanko konformne simetrije {\displaystyle n\!\,}-razsežnega evklidskega prostora. To dejstvo ima več implikacij. Najprej se lahko upošteva harmonične funkcije, ki se transformirajo pod ireducibilnimi reprezentacijami konformne grupe ali njenih podgrup (kot sta grupa vrtenj ali translacij). Če se nadaljuje na ta način, se sistematično pridobi rešitve Laplaceove enačbe, ki izhajajo iz ločitve spremenljivk, kot so sfernoharmonične rešitve in Fourierove vrste. Z linearnimi superpozicijami teh rešitev se lahko ustvari velike razrede harmoničnih funkcij, za katere je mogoče dokazati, da so goste v prostoru vseh harmoničnih funkcij pod ustreznimi topologijami.
Drugič, konformno simetrijo se lahko uporabi za razumevanje klasičnih trikov in tehnik za generiranje harmoničnih funkcij, kot sta Kelvinova transformacija in metoda slik.
Tretjič, lahko se uporabi konformne transformacije za preslikavo harmoničnih funkcij v eni domeni v harmonične funkcije v drugi domeni. Najpogostejši primerek takšne konstrukcije je povezovanje harmoničnih funkcij na krogu s harmoničnimi funkcijami na polravnini.
Četrtič, lahko se uporabi konformno simetrijo za razširitev harmoničnih funkcij na harmonične funkcije na konformno ravnih Riemannovih mnogoterostih. Morda je najenostavnejša taka razširitev obravnavati harmonično funkcijo, definirano na celotnem vektorskem prostoru {\displaystyle \mathbb {R} ^{n}\!\,} (z možno izjemo diskretne množice singularnih točk), kot harmonično funkcijo na {\displaystyle n\!\,}-razsežni sferi. Lahko se zgodijo tudi bolj zapletene razmere. Lahko se na primer dobi višjerazsežni analog teorije Riemannovih ploskev tako, da se izrazi harmonično funkcijo z več vrednostmi kot funkcijo z eno vrednostjo na razvejanem pokrovu {\displaystyle \mathbb {R} ^{n}\!\,} ali pa se lahko obravnavajo harmonične funkcije, ki so invariantne pod diskretno podgrupo konformne grupe kot funkcije na mnogopovezani mnogoterosti ali orbiterosti.

## Dve razsežnosti
Iz dejstva, da je grupa konformnih transformacij neskončnorazsežna v dveh razsežnostih in končnorazsežna za več kot dve razsežnosti, se lahko domneva, da se teorija potenciala v dveh razsežnostih razlikuje od teorije potenciala v drugih razsežnostih. To je pravilno in dejansko, ko se spozna, da je poljubna dvorazsežna harmonična funkcija realni del kompleksne analitične funkcije, se vidi, da je predmet dvorazsežne teorije potenciala v bistvu enak predmetu kompleksne analize. Zato se, ko se govori o teoriji potenciala, osredotoči na izreke, ki veljajo v treh ali več razsežnostih. V zvezi s tem je presenetljivo dejstvo, da se mnogi rezultati in koncepti, prvotno odkriti v kompleksni analizi (kot so Schwarzev izrek, Morerov izrek, Casorati-Weierstrassov izrek, Laurentova vrsta in klasifikacija singularnosti kot odpravljivih singularnosti, polov in bistvenih singularnosti), posplošujejo do rezultatov harmoničnih funkcij v poljubni razsežnosti. Če se preuči, kateri izreki kompleksne analize so posebni primeri izrekov teorije potenciala v poljubni razsežnosti, se lahko dobi občutek, kaj točno je posebnega pri kompleksni analizi v dveh razsežnostih in kaj je preprosto dvorazsežni primerek bolj splošnih rezultatov.

## Krajevno obnašanje
Pomembna tema v teoriji potenciala je preučevanje krajevnega obnašanja harmoničnih funkcij. Morda je najosnovnejši izrek o krajevnem obnašanju izrek o regularnosti za Laplaceovo enačbo, ki pravi, da so harmonične funkcije analitične. Obstajajo rezultati, ki opisujejo krajevno strukturo nivojskih množic harmoničnih funkcij. Obstaja Bôcherov izrek, ki označuje obnašanje izoliranih singularnosti pozitivnih harmoničnih funkcij. Kot je bilo omenjeno v zadnjem razdelku, se lahko izolirane singularnosti harmoničnih funkcij klasificira kot odstranljive singularnosti, pole in bistvene singularnosti.

## Neenakosti
Uspešen pristop k preučevanju harmoničnih funkcij je upoštevanje neenakosti, za katere veljajo. Morda je najosnovnejša taka neenakost, iz katere je mogoče izpeljati večino drugih neenakosti, načelo maksimuma. Drug pomemben rezultat je Liouvillov izrek, ki trdi, da so edine omejene harmonične funkcije, definirane na celotnem {\displaystyle \mathbb {R} ^{n}\!\,}, pravzaprav konstantne funkcije. Poleg teh osnovnih neenakosti obstajajo Cauchyjeva ocena, Harnackova neenakost, ki pravi, da so pozitivne harmonične funkcije na omejenih domenah približno konstantne, in Cauchy-Schwarzeva neenakost.
Ena pomembna uporaba teh neenakosti je dokazovanje konvergence družin harmoničnih funkcij ali podharmoničnih funkcij (glej Harnackov izrek). Ti konvergenčni izreki se pogosto rabijo za dokazovanje obstoja harmoničnih funkcij s posebnimi značilnostmi.

## Prostori harmoničnih funkcij
Ker je Laplaceova enačba linearna, je množica harmoničnih funkcij, definiranih na dani domeni, pravzaprav vektorski prostor. Z definiranjem ustreznih norm in/ali notranjih produktov se lahko prikaže množice harmoničnih funkcij, ki tvorijo Hilbertove ali Banachove prostore. Na ta način se dobi prostore, kot so Hardyjev prostor, Blochov prostor, Bergmanov prostor in prostor Soboljeva.

## Vektorsko in skalarno polje
Teorija potenciala temelji na dejstvu, da za vsako konservativno vektorsko polje obstaja skalarno potencialno polje, tj. da vektorsko polje {\displaystyle \mathbf {\vec {a}} (\mathbf {\vec {r}} )\!\,} obstaja v vsaki točki z gradientom potencialnega polja {\displaystyle \phi (\mathbf {\vec {r}} )\!\,} glede na:
{\displaystyle \mathbf {\vec {a}} (\mathbf {\vec {r}} )=\operatorname {grad} \,\phi (\mathbf {\vec {r}} )=\mathbf {\vec {\nabla }} \,\phi (\mathbf {\vec {r}} )\!\,,}
z operatorjem nabla {\displaystyle \nabla \!\,} – zato je govora o konservativnem polju. Hkrati je mogoče z oblikovanjem divergence {\displaystyle \mathbf {\vec {a}} \!\,} določiti izvire in ponore polja (na primer električne naboje v električnem polju):
{\displaystyle \rho (\mathbf {\vec {r}} )=\operatorname {div} \,\mathbf {\vec {a}} (\mathbf {\vec {r}} )=\operatorname {div} \,(\operatorname {grad} \,\phi (\mathbf {\vec {r}} ))=\mathbf {\vec {\nabla }} \cdot \,(\mathbf {\vec {\nabla }} \,\phi (\mathbf {\vec {r}} ))\equiv \nabla ^{2}\phi (\mathbf {\vec {r}} )\equiv \Delta \phi (\mathbf {\vec {r}} )\!\,}
z Laplaceovim operatorjem {\displaystyle \nabla ^{2},\Delta \!\,}. Teorija potenciala se ukvarja s tem kako je glede na določeno količino, npr. na izvirno polje {\displaystyle \rho (\mathbf {\vec {r}} )\!\,}, mogoče izračunati ustrezne druge količine. Glede na posamezno vprašanje je govora o različnih »problemih«.

## Poissonov problem
Za potencial velja Poissonova enačba:
{\displaystyle \Delta \phi (\mathbf {\vec {r}} )=\rho (\mathbf {\vec {r}} )\!\,.}
Če je podano izvirno polje {\displaystyle \rho (\mathbf {\vec {r}} )\!\,}, je potencial mogoče določiti z integracijo: Ker je en točkovni vir z jakostjo {\displaystyle q\!\,} v točki {\displaystyle \mathbf {\vec {r}} '\!\,}, je potencial določen kot:
{\displaystyle \phi (\mathbf {\vec {r}} )={\frac {1}{4\pi }}{\frac {q}{|\mathbf {\vec {r}} -\mathbf {\vec {r}} '|}}\quad {\text{oziroma}}\quad \operatorname {d} \!\phi (\mathbf {\vec {r}} )={\frac {1}{4\pi }}{\frac {\operatorname {d} \!q}{|\mathbf {\vec {r}} -\mathbf {\vec {r}} '|}}={\frac {1}{4\pi }}{\frac {\rho (\mathbf {\vec {r}} ')}{|\mathbf {\vec {r}} -\mathbf {\vec {r}} '|}}\operatorname {d} ^{3}\!\mathbf {\vec {r}} '\!\,}
Kadar gostota {\displaystyle \rho (\mathbf {\vec {r}} )\!\,} ni enaka nič, je rešitev integrala v splošnem Newtonov potencial:
{\displaystyle \phi (\mathbf {\vec {r}} )={\frac {1}{4\pi }}\int _{\mathbb {R} ^{3}}{\frac {\rho (\mathbf {\vec {r}} ')}{|\mathbf {\vec {r}} -\mathbf {\vec {r}} '|}}\operatorname {d} ^{3}\!\mathbf {\vec {r}} '\!\,.}
Pri {\displaystyle \rho (\mathbf {\vec {r}} )=0\!\,} se Poissonova enačba zreducira na Laplaceovo.

## Dirichletov problem
V fiziki izvirnih polj pogosto ni mogoče neposredno izmeriti, je pa mogoče izmeriti njihovo potencialno polje v določenem prostorskem območju. Eden takšnih primerov je raziskovanje Zemljine notranjosti z geodetskimi ali geofizikalnimi metodami.
Ne da se vrtati globoko v notranjost Zemlje, da bi se določilo tamkajšnjo gostoto, lahko pa se izmeri njen učinek na zemeljsko površje v obliki gravitacijskega pospeška in navpičnega odklona. V takem primeru je {\displaystyle \phi (\mathbf {\vec {r}} )\!\,} v delu prostora, samo izvirno polje pa ni znano. Jasno je le pod določenimi dodatnimi pogoji in na splošno lahko obstaja več rešitev (glej tudi problem obrata teorije potenciala).
Elegantna matematična rešitev Dirichletovega problema je možna z uporabo Greenovih funkcij.

## Enostavnoplastni potencial
Težava pri praktičnih izračunih v teoriji potenciala je pogosto velika količina podatkov, ki jih je treba obdelati, na primer za harmonične razvoje sfernih funkcij za določitev gravitacijskega polja in geoida. Za izračun 50.000 masnih funkcij zemeljskega telesa iz orbitalnih motenj satelitov zahteva Neumannova metoda na primer približno 100.000 naborov podatkov in inverzijo ogromnih matrik (sistemov enačb).
Za ta problem satelitske geodezije je bonski geodet Karl-Rudolf Koch v 1970-ih razvil robustno, zelo učinkovito računsko metodo pod imenom »enostavnoplastni potencial«, pri kateri motilni potencial ni določen s harmoničnimi funkcijami, ampak je predstavljen kot pokritost območja na zemeljskem površju. Te navidezne tanke plasti nadomeščajo neznani izvor ali porazdelitev mase v globlji notranjosti Zemlje in v Zemljini skorji. Računska metoda, ki je načeloma nezvezna na robovih modela, se je v praksi izkazala za izjemno uspešno in je lahko računske čase izvajanja velikih računalnikov zelo skrajšala.

## Osnovne vrste potencialov

### Logaritemski potenciali (dvorazsežni potenciali)

#### Površinski potencial
Na ravnini se volumetrični logaritemski potencial (ali površinski potencial) imenuje integral oblike:
{\displaystyle V(M)=\int \limits _{D}\rho (Q)\ln {\frac {1}{R_{QM}}}\operatorname {d} \!\sigma _{Q}\!\,.}
Če je gostota {\displaystyle \rho (M)\!\,} zvezna skupaj s svojimi prvimi odvodi, potem je ta volumetrični potencial klasična rešitev Poissonove enačbe:
{\displaystyle {\Delta }V=-{2\pi \rho }\!\,.}

#### Enostavnoplastni potencial
V dvorazsežnem primeru se enostavnoplastni potencial imenuje integral:
{\displaystyle V(M)=\int \limits _{C}\mu (P)\ln {\frac {1}{R_{MP}}}\operatorname {d} \!l_{P}\!\,,}
kjer je {\displaystyle C\!\,} poljubna krivulja.

#### Dvoplastni potencial
Dvoplastni potencial na ravnini se imenuje integral:
{\displaystyle W(M)=-\int \limits _{C}\nu (P){\frac {\partial }{\partial n_{P}}}\ln {\frac {1}{R_{MP}}}\operatorname {d} \!l_{P}\!\,,}
kjer je {\displaystyle \mathbf {\vec {n}} _{P}\!\,} zunanja pravokotnica na krivuljo {\displaystyle C\!\,} v točki {\displaystyle P\!\,}. V primeru odprte krivulje je smer zunanje pravokotnice izbrana poljubno.

### Trirazsežni potenciali

#### Volumetrični potencial
Naj bo funkcija {\displaystyle \rho (M)\!\,} podana v omejeni domeni {\displaystyle D\!\,}. Integral:
{\displaystyle V(M)=\int \limits _{D}{\frac {\rho (Q)}{R_{QM}}}\operatorname {d} \!V\!\,}
se imenuje volumetrični ali prostorninski potencial.
Funkcija {\displaystyle 1\left/R_{QM}\right.\!\,} predstavlja potencial enote točkastega naboja, koncentriranega v točki {\displaystyle Q\!\,}, definiran v vseh točkah {\displaystyle M\neq Q\!\,}. Če je v območju {\displaystyle D\!\,} zvezno porazdeljen naboj z volumsko gostoto {\displaystyle \rho (M)\!\,}, potem je zaradi načela superpozicije naravno domnevati, da je potencial, ki ga ustvari ta porazdelitev volumskega naboja, izražen z zgornjim integralom. Funkcija {\displaystyle \rho (M)\!\,} se imenuje gostota potenciala.
Če je gostota {\displaystyle \rho (M)\!\,} zvezna skupaj s svojimi prvimi odvodi, potem je ta volumetrični potencial klasična rešitev Poissonove enačbe:
{\displaystyle {\Delta }V=-{4\pi \rho }\!\,.}

#### Ploskovni potenciali

##### Enostavnoplastni potencial
Enostavnoplastni potencial v trirazsežnem primeru se imenuje integral:
{\displaystyle V(M)=\int \limits _{S}\mu (P){\frac {\operatorname {d} \!S_{P}}{R_{MP}}}\!\,,}
kjer je {\displaystyle S\!\,} poljubna ploskev, {\displaystyle \mu (P)\!\,} pa funkcija, definirana na ploskvi {\displaystyle S\!\,}, in se imenuje gostota enostavnoplastnega potenciala.
Značilnosti
- {\displaystyle \Delta V(M)=0,\forall M\notin S\!\,},
- {\displaystyle V=O\left({\frac {1}{r}}\right),r\rightarrow \infty \!\,},
- {\displaystyle V\in C(\mathbb {R} ^{3})\!\,}, če je {\displaystyle S\!\,} gladka ploskev, {\displaystyle \mu (Q)\!\,} – gostota, omejena in zvezna,
- naj je {\displaystyle S\!\,} zaprta ploskev Ljapunova, ki omejuje območje {\displaystyle D\!\,}, {\displaystyle P_{0}\in S}, {\displaystyle \mathbf {\vec {n}} _{e}(P)} zunanja pravokotnica na ploskev {\displaystyle S\!\,} v točki {\displaystyle P\in S\!\,}. Potem je potencialna vrzel pri prehodu skozi ploskev {\displaystyle S\!\,} določena z naslednjimi formulami:

{\displaystyle \lim _{\stackrel {M\rightarrow P_{0},}{M\in D}}\left({\frac {\partial V}{\partial n_{e}}}\right)(M)=\left({\frac {\partial V}{\partial n_{e}}}\right)(P_{0})+2\pi \mu (P_{0})\!\,,}
{\displaystyle \lim _{\stackrel {M\rightarrow P_{0},}{M\notin D\cup S}}\left({\frac {\partial V}{\partial n_{e}}}\right)(M)=\left({\frac {\partial V}{\partial n_{e}}}\right)(P_{0})-2\pi \mu (P_{0})\!\,,}
{\displaystyle \lim _{\stackrel {M\rightarrow P_{0},}{M\in D}}\left({\frac {\partial V}{\partial n_{e}}}\right)(M)-\lim _{\stackrel {M\rightarrow P_{0},}{M\notin D\cup S}}\left({\frac {\partial V}{\partial n_{e}}}\right)(M)=4\pi \mu (P_{0})\!\,.}

##### Dvoplastni potencial
Dvoplastni potencial v trirazsežnem primeru se imenuje integral:
{\displaystyle W(M)=-\int \limits _{S}\nu (P){\frac {\partial }{\partial n_{P}}}{\frac {1}{R_{MP}}}\operatorname {d} \!S_{P}\!\,,}
kjer je {\displaystyle S\!\,} dvostranska ploskev, {\displaystyle \mathbf {\vec {n}} _{P}\!\,} zunanja pravokotnica na ploskev {\displaystyle S\!\,} v točki {\displaystyle P\!\,} (v primeru, ko ploskev {\displaystyle S\!\,} ni zaprta, je zunanja pravokotnica izbrana poljubno), {\displaystyle \nu (P)\!\,} funkcija, definirana na ploskvi {\displaystyle S\!\,}, in se imenuje gostota dvoplastnega potenciala.
Izraz za dvoplastni potencial se lahko prepiše tudi kot:
{\displaystyle W(M)=\int \limits _{S}\nu (P){\frac {\cos \varphi }{R_{MP}^{2}}}\operatorname {d} \!S_{P}\!\,,}
kjer je {\displaystyle \varphi } kot med notranjo pravokotnico na ploskev {\displaystyle S\!\,} v točki {\displaystyle P\!\,} in vektorjem {\displaystyle {\vec {PM}}\!\,}.
Značilnosti
- {\displaystyle \Delta W(M)=0,\forall M\notin S\!\,},
- {\displaystyle W=O\left({\frac {1}{r^{2}}}\right),r\rightarrow \infty \!\,},
- naj je {\displaystyle S\!\,} ploskev Ljapunova. Obstaja dvoplastni potencial z zvezno in omejeno gostoto {\displaystyle |\nu (P)|\leq C\!\,} na ploskvi {\displaystyle S\!\,}, kar pomeni, da je konvergentni nepravi integral {\displaystyle M\in S\!\,},
- naj je {\displaystyle S} zaprta ploskev Ljapunova, ki omejuje območje {\displaystyle D\!\,} in točka {\displaystyle P_{0}\in S\!\,}. Potem je potencialna vrzel dvojne plasti pri prehodu skozi ploskev {\displaystyle S\!\,} določena z naslednjimi formulami:

{\displaystyle \lim _{\stackrel {M\rightarrow P_{0},}{M\in D}}W(M)=W(P_{0})+2\pi \nu (P_{0})\!\,,}
{\displaystyle \lim _{\stackrel {M\rightarrow P_{0},}{M\notin D\cup S}}W(M)=W(P_{0})-2\pi \nu (P_{0})\!\,,}
{\displaystyle \lim _{\stackrel {M\rightarrow P_{0},}{M\in D}}W(M)-\lim _{\stackrel {M\rightarrow P_{0},}{M\notin D\cup S}}W(M)=4\pi \nu (P_{0})\!\,.}